# Râmnicu Vâlcea
Râmnicu Vâlcea est une ville située au centre-sud de la Roumanie, en Olténie, dans le județ de Vâlcea, sur la rive droite de la rivière Olt.

## Géographie
Râmnicu Vâlcea, Rîbnic, Rimnik ou Rimni-Vilcea selon les sources, est une ville située au confluent de l'Olt — qu'elle longe — et de son petit affluent : l'Olănești. 
Elle dispose d'une position stratégique majeure : sur les contreforts collinéens des Alpes de Transylvanie, elle est incontournable sur la E81 (La route nationale 7 appelée en Roumanie la DN7), route qui relie la capitale Bucarest à la ville de Sibiu. Cet axe principal du territoire roumain emprunte l'étroite vallée du cours moyen de l'Olt appelée « le défilé de la Tour rouge ». Râmnicu Vâlcea en est la porte sud.
À 185 kilomètres de Bucarest et 100 kilomètres de Sibiu, la ville abrite une population de 111 437 habitants selon le référendum du 1er juillet 2004. 
Elle constitue une ville carrefour de moyenne importance dont l'activité urbaine repose essentiellement sur sa fonction administrative de chef-lieu de « département » et sur la présence du groupe industriel « Oltchim ». Elle est aussi proche de plusieurs stations de cure thermale dont les plus réputées sont celles de Călimănești-Căciulata et celles de Bains de Govora (Băile Govora).

## Histoire
Il n'existe aucune source historique témoignant d'une occupation humaine sur le site de Râmnicu Vâlcea pendant les débuts de l'Antiquité. 
Le site dace de Buridava le long de la Via Traianus semble constituer la première trace d'implantation humaine dans le secteur de Râmnicu Vâlcea. Dès la conquête de la Dacie par les Romains en 105-106 apr. J.-C., Buridava constitue un castrum pour les troupes auxiliaires de l'empire.
La ville est citée pour la première fois le 4 septembre 1388.
Comme toute la Roumanie, Râmnicu Vâlcea a subi les régimes dictatoriaux carliste, fasciste et communiste de février 1938 à décembre 1989, mais connaît à nouveau la démocratie depuis 1990.
En 2011 la ville a été considérée comme un point chaud du cybercrime : elle fut surnommée « Hackerville »,,.

## Politique
| Période                                  | Période  | Identité     | Étiquette | Qualité |
| ---------------------------------------- | -------- | ------------ | --------- | ------- |
| 2000                                     |          | Traian Sabău | PDSR      |         |
| Les données manquantes sont à compléter. |          |              |           |         |
| 2014                                     | En cours | Mircia Gutău | PER       |         |

| Parti | Parti                                      | Conseillers |
| ----- | ------------------------------------------ | ----------- |
|       | Parti écologiste roumain (PER)             | 8           |
|       | Parti social-démocrate (PSD)               | 8           |
|       | Parti national libéral (PNL)               | 4           |
|       | Alliance des libéraux et démocrates (ALDE) | 3           |

## Vie culturelle et sportive
L'équipe féminine de handball du C.S. Oltchim Vâlcea a été le meilleur club roumain et l'un des meilleurs clubs européen dans les années 2000. Il détient le record du nombre de titres de champion avec 19 couronnes, dont 8 consécutives entre 1993 et 2000. Le club a également remporté la coupe de Roumanie à 14 reprises. Sur la scène européenne, Oltchim a remporté trois coupes d'Europe (dont la Coupe des coupes en 2007) et a atteint la finale de Ligue des champions en 2010. En proie à d'importantes difficultés financières, le club est contraint de se déclarer en faillite le 25 juin 2013.

## Personnages en relation avec ce lieu
- Calinique de Cernica (mort en 1868), Callinique de Cernica, higoumène (abbé) de Cernica en Valachie, père spirituel de nombreux monastères de la région de Bucarest, évêque de Râmnicu Vâlcea, fondateur du monastère de Frasinei, thaumaturge et visionnaire ; saint chrétien fêté le 11 avril[6].
- Valentin Dolfi (1961-), poète.
- Ștefan Pănoiu (2002-), footballeur né à Râmnicu Vâlcea.
- Robert Popa (2003-), footballeur né à Râmnicu Vâlcea.

## Entreprises

### Vilmar
Parmi les entreprises dont le siège est à Râmnicu Vâlcea, la société Vilmar (pour Vilcea - Marseille) est une société industrielle créée en 1991, à la suite de la privatisation de la société IUCFOR qui rendit le groupe Genoyer actionnaire majoritaire. le 18 novembre 1991, la société Vilmar est la première société roumaine privatisée après la révolution de 1990.

### Oltchim
Voisine de Vilmar, située  sur le plateau industriel, cette société est le premier exportateur roumain de produits chimiques.

## Éclipse solaire du 11 août 1999

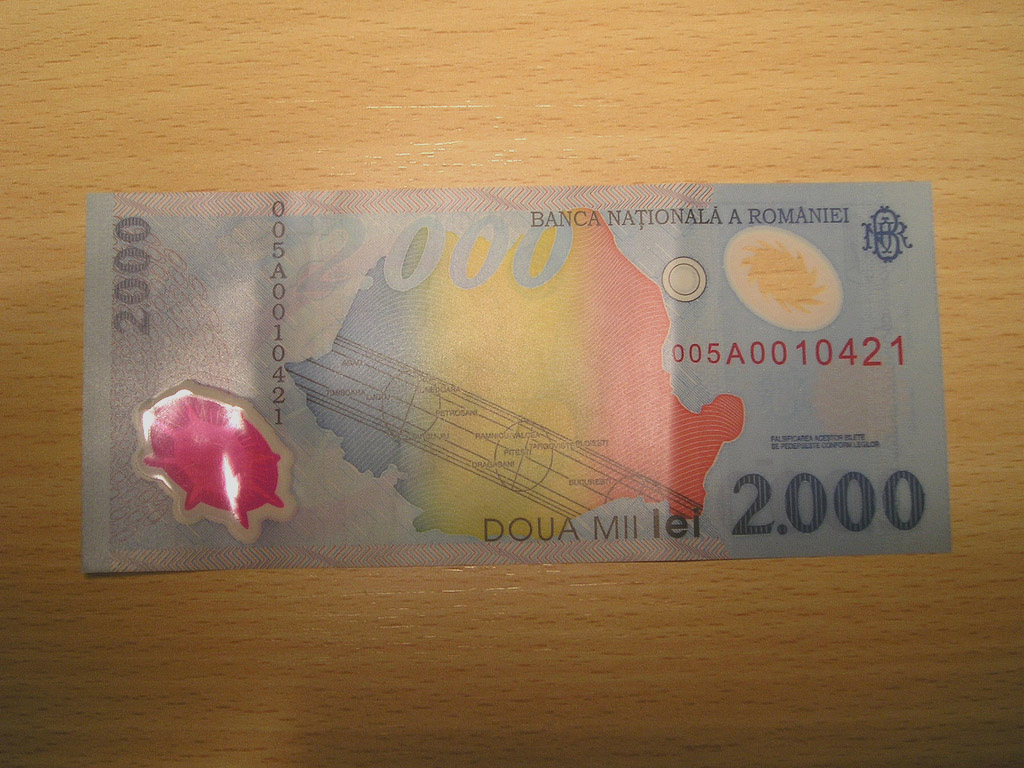
Billet de 2000 lei spécial, pour l'éclipse totale de Soleil de 1999, montrant la bande de l'éclipse au travers de la carte de la Roumanie.

Râmnicu Vâlcea (45° 06′ N, 24° 18′ E) était sur le point maximum de la ligne de centralité du passage de l'ombre de l'éclipse solaire de 1999 à midi, le 11 août.